# 조선진
조선진(趙善津, 1970년 4월 18일 ~ )은 대한민국 출신의 일본 바둑 기사이다. 일본기원 소속 9단. 안도 다케오 7단 문하. 혼인보 우승 1회, 삼성화재배 준우승 1회 등.

## 약력
광주광역시 출신. 1982년 도일해 일본기원 원생이 됐다. 1984년 입단. 1998년 9단. 1999년 혼인보. 2004년 9월 결혼. 2008년 7월 17일 통산 600승.